# آش كاين (فرقة)
اش كاين باللهجة المغربية تعني بالفصحى «ماذا يحدث» هي مجموعة راب مغربية تأسست سنة 1996 بمكناس. وتتألف عناصرها من عادل بنشقرون الملقب ب (عادل سيف لسان)، حاتم بنصلحة الشهير بلقب (حاتم اش كاين)، عز الدين بوحوت الشهير بلقب ب (عز الدين أش كاين)، عثمان بنحمي ودي جي خالد 
تمكنت هذه المجموعة من توحيد الرأي العام المغربي وتوقيع أول عقد لها مع فرع شركة الإنتاج العالمية يونيفرسال ميوزيك وهي شركة بلاتينيوم بعد فوزها بالجائزة الأولى في مسابقة شارع الموسيقيين الشباب لراب والهيب هوب (L'Boulevard) بالدار البيضاء، المغرب عام 2003.
وقد ٱشتهرت الفرقة بعناوين مثل عيساوا ستايل، فمو هاداك ، فالحومة، كيما ديما، جيل جديد  كلها أغاني حققت للفرقة شهرة وطنية واسعة، ودفعتها إلى مصاف ريادي الفرق الحاملة لشعلة موسيقى الراب بالمغرب العربي، خاصة بعد التوشيح الذي حظيت به الفرقة المكناسية من قبل ملك البلاد محمد السادس.

## الحفلات
بعد أن حققت المجموعة نجاحاً وطنيا باهراً، ٱستحقت خلاله المشاركة في العديد من المهرجانات الوطنية بالمغرب أبرزها اتصالات المغرب، ميديتيل، وإنوي (وانا سابقاً)، ومهرجان موازين، ومهرجان الراي وجدة تمكنت كذلك من المشاركة في مهرجانات دولية وعربية كالجزائر  وفرنسا وإسبانيا حيث لقيت إعجاباً وترحيبا واسعا سواء من قبل الجاليات أو المنظمين.

## ديسكوغرافيا

### ألبومات
- الألبوم الأول تم إصداره سنة 2003 [4] هو 1 Son 2 Bled'Art ويتكون من 18 أغنية: 
 * اش بيك
* اش كاين
* حباس باراك
 * لعفو 
* عندي رنديفو 
 *مطنغ 
 *علاش نساني 
 * ستون مشيشة 
 * Oriental Express 
 * علاش عايش
 * اش كاين 
 * لعفو(Dog's Version)
* Le féniant
 "Dog's Jayine
 "SH-Hal How How
 * Peace Iliass
- الألبوم التاني HK 1426 تم إصداره سنة 2006 ويتكون من 12 أغنية: 
* كيما ديما
* فالحومة
* كامبو
* مالنا
* «عيساوا ستايل»
*قلب ستون
*تيتيز 
 * يا دنيا - (مع الشاب معاذ)
 * صاحبي 
 * باي باي - (مع منى) 
 *فمو هاداك
 *بلادي.
- الألبوم الثالت اش كاينولوجي (H-Kaynology) تم إصداره سنة 2010 ويتكون من 12 أغنية: 
 * العربون
* جيل جديد
* لبلية 
* لابريكاد 
*ڨاليك 
* كيفما تدين
* لي فلقلب - مع مغني الراب (Trarius)
* حراڭة 
* لچيرا 
* La Tiasse - مع المغنية المغربية الصحراوية أوم
* Trouble 
* لي ليها ليها

### أغاني منفردة
- كلشي خوت مع فرقة كازا كرو
- سمعني مع توفيق حازب، ستيف راغا مان، خنساء بطمة (إشهار لفائدة اتصالات المغرب)
- Maroc Connection - مع K-libre ،Crazy-H , هل لمكان، Komy
- كبالة - مع دارغا
- عطي دمك
- Meknes City to New York - مع DJ King SamS ، ومغني الراب الأمريكي بلاك روب

### فيديو كليب
- عيساوا ستايل
- فمو هاداك
- فالحومة
- سمعني
- جيل جديد
- Maroc Connection
- A la marocaine

## روابط خارجية
- اش كاين على موقع ميوزك برينز (الإنجليزية)
- اش كاين على موقع ديسكوغز (الإنجليزية)